# Grabmal von Herff
Das Grabmal von Herff ist ein Mausoleum der Familie von Herff auf dem Alten Friedhof in Darmstadt.

## Geschichte
Das Mausoleum der Familie von Herff wurde im Jahre 1929 im Auftrag von Balduin von Herff (1855–1936) nach Plänen des Architekten Nicolas J. van Taack-Trakanen (* 1898 Berlin; † 1971 Freiburg) erbaut. Als Vorbild diente ihm das Mausoleum des Theoderich in Ravenna. Die Bauzeit dauerte rund fünf Monate. Es waren 41 Grabstätten in der Grabkammer vorgesehen, einschließlich die des Stifters Balduin von Herff.
Das Mausoleum wurde aus künstlerischen Gründen als Kulturdenkmal nach § 2 Absatz 1 Hessisches Denkmalschutzgesetz in das Denkmalverzeichnis des Landes Hessen eingetragen. Als die Nachfahren des Balduin von Herff das Nutzungsrecht nicht verlängerten, fiel es in die Verantwortung der Stadt.
Im Oktober 2024 fand eine Notsanierung des Kupferdaches statt. Gleichzeitig untersuchte eine Restauratorin im Auftrag der Hochschule RheinMain und der Technischen Universität Darmstadt die Putzfassade des Bauwerks. Dabei stellte sie erhebliche Schäden, Fehlstellen im Verputz, Durchfeuchtung des Mauerwerks und Bewuchs fest. Im Rahmen einer Masterarbeit wurde im November 2024 das Bauwerk mit 3D-Laserscanverfahren vermessen und ein Modell erstellt (Heritage-Building-Information-Modeling), das seinen Zustand dokumentiert und als Grundlage für eine weitergehende Restaurierung genutzt werden kann.

## Lage und Aufbau des Bauwerkes
Die Grabstelle befindet sich auf dem Alten Friedhof III A 1, links vom Haupteingang am Herdweg 107. Das Mausoleum ist ca. 10 Meter hoch und hat einen Durchmesser von etwa 8 Meter.
Stilistisch gehört das Bauwerk zum Expressionismus.
Der zweigeschossige, turmartige Rundbau steht in der Mitte einer symmetrischen, kleinen Gartenanlage mit weiteren Gräbern der Familie.
Der Eingang des Mausoleums, mit der Bronzetür und dem Türklopfer, liegt zentral zum Friedhofseingang hin.
Hinter dem Eingang befindet sich die ebenerdige Grabkammer.
Jeweils seitlich des Eingangs führen zwei Außentreppen auf die umlaufende, äußere Galerie.
Die äußere Galerie ist durch verglaste Türen von der inneren Galerie getrennt, die als Gedächtnisraum dient. Der Zugang zur Grabkammer ist von oben nicht möglich. Jedoch ermöglicht eine zentrale runde Bodenöffnung den Blick hinunter auf die mit Grabplatten verdeckten Gräber im Boden des Mausoleums. Sie ist von einem Bronzegitter umzogen, das als Brüstung dient.
Der Innenraum ist durch eine schlichte Werksteinkuppel nach oben abgeschossen. 
Die oberen Türen sind von vier gemauerten Risaliten umfasst, die zur Attika überleiten.
Das Mausoleum ist ein gemauerter Putzbau.
Einige Fassadenteile bestehen aus Muschelkalk.
Der Haupteingang der Grabanlage wird von zwei Bäumen flankiert.

## Künstlerische Gestaltung
Zu den markanten Details des Mausoleums gehören vier Reliefs aus Muschelkalk, die sich unterhalb der Attika, jeweils über den Bronzetüren und Fenstern der Galerie befinden. Sie sind ein Werk des in Paris lebenden Bildhauers Johannes Ilmari Auerbach, der sie mit „Ilmari Paris 1929“ signierte. Drei der Reliefs stellen allegorisch „Jugend“ (Südseite), „Reife“ und „Alter“ (Nordseite) dar. Das vierte Relief über dem Haupteingang zeigt das Wappen der Familie von Herff mit zwei Lilien und einer Rose. Da von Ilmari nur wenige Werke erhalten sind, haben diese Reliefs auch kunsthistorische Bedeutung.
Die im Wappen dargestellten Blüten finden sich auch an den verglasten Bronzetüren wieder, die in den Gedächtnisraum führen. Zwei flache Bronzereliefs, eine Knaben- und eine Mädchenfigur, der Darmstädter Bildhauerin Ali Bonte-Lichtenstein zieren die Hauptstützen der Brüstung um die Bodenöffnung im Gedächtnisraum.